# Adenis Roberto de Oliveira

Bischofswappen von Adenis Roberto de Oliveira

Adenis Roberto de Oliveira SdP (* 8. Juli 1974 in Vargem Bonita, Santa Catarina) ist ein brasilianischer römisch-katholischer Ordensgeistlicher und Weihbischof in Curitiba.

## Leben
Adenis Roberto de Oliveira besuchte ab 1988 das Kleine Seminar der Kongregation der Diener der Armen in Joaçaba. Später trat er der Ordensgemeinschaft der Kongregation der Diener der Armen bei und legte 1996 die Profess ab. Anschließend studierte er Philosophie an der Faculdade São Basílio Magno (1993–1996) und Katholische Theologie am Studium Theologicum in Curitiba (1997–2000). Dort erlangte er im Jahr 2000 mit der von Jaime Sánchez Bosch betreuten Arbeit O desenvolvimento do dogma da Imaculada Conceição („Die Entwicklung des Dogmas von der Unbefleckten Empfängnis“) einen Abschluss im Fach Katholische Theologie. Am 11. März 2001 weihte ihn der Erzbischof von Curitiba, Pedro Antônio Marchetti Fedalto, in der Pfarrkirche São Marcos in Curitiba zum Diakon und am 15. September desselben Jahres empfing er in der Kapelle Sagrado Coração de Jesus in Vargem Bonita durch den Bischof von Joaçaba, Osório Bebber OFMCap, das Sakrament der Priesterweihe.
Nach der Priesterweihe war Adenis Roberto de Oliveira zunächst als Pfarrer der Pfarreien Cristo Rei in Ibicaré (2002–2005) und São Marcos in Curitiba (2005–2006) tätig. Von 2006 bis 2018 gehörte er dem Generalrat der Kongregation der Diener der Armen an und von 2015 bis 2022 war er zudem Pfarrer der Pfarrei Santa Maria della Perseveranza in Rom. Daneben erwarb er 2010 an der Päpstlichen Akademie Alfonsiana ein Lizenziat im Fach Moraltheologie. 2022 kehrte Adenis Roberto de Oliveira in seine Heimat zurück, wo er Pfarrer der Pfarrei Santo Antônio in Igarapé im Bistum Divinópolis und Regens des Priesterseminars der Kongregation der Diener der Armen wurde.
Am 28. Februar 2024 ernannte ihn Papst Franziskus zum Titularbischof von Hermiana und zum Weihbischof in Curitiba. Der Erzbischof von Curitiba, José Antônio Peruzzo, spendete ihm am 11. Mai desselben Jahres in der Kapelle Sagrado Coração de Jesus in Vargem Bonita die Bischofsweihe; Mitkonsekratoren waren der Bischof von Joaçaba, Mário Marquez OFMCap, und der Bischof der Eparchie Imaculada Conceição in Prudentópolis, Meron Mazur OSBM. Adenis Roberto de Oliveira wählte den Wahlspruch Omnia pro Christo („Alles für Christus“).